# Pronephrium rubidum
Pronephrium rubidum är en kärrbräkenväxtart som först beskrevs av William Jackson Hooker, och fick sitt nu gällande namn av Holtt. Pronephrium rubidum ingår i släktet Pronephrium och familjen Thelypteridaceae. Inga underarter finns listade.